# Infamy
Infamy è il quinto album del duo hip-hop Mobb Deep. Uscito dopo il dissing di Jay-Z nei confronti di Prodigy e Nas, (il brano Takeover, da The Blueprint, album di Jay-Z del 2001) Infamy contiene "Crawlin'", la risposta di Prodigy a Jay-Z, in cui il rapper rivale è dipinto come un rapper omosessuale (in termini certamente meno edulcorati). "
Infamy raggiunse il disco d'oro, vendendo più di 500,000 copie. L'album ebbe anche un modesto successo di critica e buone recensioni su The Source e HipHopDX, ma anche recensioni meno buone da parte di Allmusic e di Rolling Stone.

## Tracce
1. Pray for Me (featuring Lil' Mo) – 3:22 – Havoc
2. Get Away – 3:40 – EZ Elpee
3. Bounce – 4:13 – Havoc
4. Clap – 4:53 – Havoc
5. Kill That Nigga – 3:47 – Havoc
6. My Gats Spitting (featuring Infamous Mobb) – 4:34 – Havoc
7. Handcuffs – 3:34 – Havoc
8. Hey Luv (Anything) (featuring 112) – 4:04 – Havoc
9. The Learning (Burn) (featuring Noyd & Vita) – 4:17 – Havoc
10. Live Foul – 4:24 – Scott Storch
11. Hurt Niggas (featuring Noyd) – 3:30 – Havoc
12. Get At Me – 3:33 – The Alchemist
13. I Won't Fall – 4:20 – Scott Storch
14. Crawlin' – 4:07 – Havoc
15. Nothing Like Home (featuring Littles) – 4:27 – Havoc
16. There I Go Again / So Long (featuring Ron Isley) – 10:17 – Scott Storch